# Marija Trošt
 Marija Trošt  falu Horvátországban, a Tengermellék-Hegyvidék megyében. Közigazgatásilag Delnicéhez tartozik.

## Fekvése
Fiumétól 32 km-re, községközpontjától 3 km-re északkeletre, a horvát Hegyvidék középső részén, a Delnicéből Brod na Kupi felé menő 203-as út mellett fekszik.

## Története
A településnek 1857-ben 73, 1900-ban 92 lakosa volt. A trianoni békeszerződésig Modrus-Fiume vármegye Delnicei járásához tartozott. 2011-ben 45 lakosa volt.

## Lakosság
| Lakosság változása | Lakosság változása | Lakosság változása | Lakosság változása | Lakosság változása | Lakosság változása | Lakosság változása | Lakosság változása | Lakosság változása | Lakosság változása | Lakosság változása | Lakosság változása | Lakosság változása | Lakosság változása | Lakosság változása | Lakosság változása |
| ------------------ | ------------------ | ------------------ | ------------------ | ------------------ | ------------------ | ------------------ | ------------------ | ------------------ | ------------------ | ------------------ | ------------------ | ------------------ | ------------------ | ------------------ | ------------------ |
| 1857               | 1869               | 1880               | 1890               | 1900               | 1910               | 1921               | 1931               | 1948               | 1953               | 1961               | 1971               | 1981               | 1991               | 2001               | 2011               |
| 73                 | 74                 | 101                | 78                 | 92                 | 0                  | 0                  | 115                | 90                 | 101                | 93                 | 79                 | 78                 | 61                 | 58                 | 45                 |